# Technomyrmex longiscapus
Technomyrmex longiscapus är en myrart som beskrevs av Weber 1943. Technomyrmex longiscapus ingår i släktet Technomyrmex och familjen myror. Inga underarter finns listade i Catalogue of Life.